# Sclerurus albigularis
El tirahojas gorgigrís (Sclerurus albigularis) es una especie de ave paseriforme perteneciente al género Sclerurus de la familia Furnariidae. Es nativo del sureste de América Central y del norte y noroeste de América del Sur.

## Nombres populares
Se le denomina también tirahojas gargantigrís (en Costa Rica), tirahojas goligrís (en Ecuador), raspahojas collarejo (en Colombia), tirahojas gorguigrís (en Panamá), raspa hoja gargantigrís (en Venezuela), tira-hoja de garganta gris (en Perú) o raspahojas de garganta gris.

## Distribución y hábitat
Se distribuye en las colinas de Costa Rica y Panamá; y desde las colinas del norte de Venezuela, inclusive Trinidad y Tobago, hacia el oeste y sur a lo largo de los Andes de Colombia, Ecuador, Perú, hasta el centro de Bolivia, con poblaciones aisladas en el oeste de la Amazonia brasileña.
Esta especie es considerada rara y local en su hábitat natural, el suelo, o cerca de él, en el interior de selvas húmedas tropicales montanas bajas y de estribaciones, principalmente entre los 1000 y los 2000 m de altitud.

## Descripción
El tirahojas gorgigrís mide entre 16 y 18 cm de longitud y pesa entre 34 y 46 g. Su plumaje es de color pardo uniforme con la cola de color negruzco. Su garganta y parte frontal de la cara son de color blanco o gris claro que contrasta con el castaño rojizo de su pecho. Su pico es largo (2 cm), recto y de color oscuro. Ambos sexos tienen un aspecto similar.

## Estado de conservación
El tirahojas gorgigrís ha sido calificado como casi amenazado por la Unión Internacional para la Conservación de la Naturaleza (IUCN) debido a la sospecha de que su población, todavía no cuantificada, pueda decaer a una tasa de alrededor del 30% a lo largo de tres generaciones, dada las susceptibilidad de la especie a la destrucción y fragmentación de su hábitat preferencial, siguiendo los modelos actuales de deforestación.

## Sistemática

### Descripción original
La especie S. albigularis fue descrita por primera vez por los zoólogos británicos Philip Lutley Sclater y Osbert Salvin en 1869 bajo el mismo nombre científico; localidad tipo «Cumbre de Valencia, Carabobo, Venezuela».

### Etimología
El nombre genérico masculino «Sclerurus» deriva del griego «sklēros»: rígido, y «oura»: cola; significando «de cola rígida»; y el nombre de la especie «albigularis», proviene del latín «albus»: blanco, y «gularis»: de garganta, significando «de garganta blanca».

### Taxonomía
La presente especie probablemente es hermana de Sclerurus scansor. El patrón de variación geográfica generalmente sigue la Regla de Gogler, con plumajes más oscuros en áreas más cálidas y húmedas que en áreas más templadas y secas. Dentro de la subespecie nominal, las aves de Trinidad y Tobago son significativamente menores que las del continente. La identidad subespecífica de las aves del suroeste de la Amazonia brasileña (Acre, norte de Rondônia) y otras registradas en el sur de Bolivia (Tarija) es incierta, presumiblemente pertenecen a albicollis. La subespecie kunanensis fue descrita como teniendo el vientre más oliva verdoso, las remiges más oliváceas y las rectrices negruzcas, pero es de dudosa distinción en relación con la nominal.

### Subespecies
Según las clasificaciones del Congreso Ornitológico Internacional (IOC) y Clements checklist/eBird se reconocen siete subespecies, con su correspondiente distribución geográfica:
- Grupo monotípico canigularis:
  - Sclerurus albigularis canigularis Ridgway, 1889 – piedemontes de Costa Rica y oeste de Panamá (oeste de Chiriquí).

- Grupo politípico albigularis:
  - Sclerurus albigularis propinquus Bangs, 1899 – Sierra Nevada de Santa Marta, en el norte de Colombia.
  - Sclerurus albigularis albigularis P.L. Sclater & Salvin, 1869 – Serranía del Perijá, también al sur en los Andes orientales de Colombia (pendiente oriental al sur hasta el este de Cauca) y localmente en el piedemonte del oeste y norte de Venezuela (Andes, cordillera de la Costa hacia el este hasta Sucre); también en Trinidad y Tobago.
  - Sclerurus albigularis kunanensis Aveledo & Ginés, 1950 – noreste de Venezuela (Península de Paria).
  - Sclerurus albigularis zamorae Chapman, 1923 – piedemonte de los Andes desde el este de Ecuador (al sur desde el oeste de Napo) hacia el sur hasta el centro de Perú (Cajamarca al sur hasta Pasco).
  - Sclerurus albigularis albicollis Carriker, 1935 – sureste de Perú (Ucayali), oeste de Brasil (Acre, Rondônia, Mato Grosso) y estribaciones andinas en Bolivia (desde La Paz y Beni al sur hasta el noroeste de Santa Cruz, registros visuales en Tarija).
  - Sclerurus albigularis kempffi Kratter, 1997 – Serranía de Huanchaca, en el este de Bolivia (extremo noreste de Santa Cruz).